# Дирк фон Бронкхорст-Батенбург (1429 – 1488)
Дирк фон Бронкхорст-Батенбург (на нидерландски: Dirk van Bronckhorst-Batenburg; на немски: Dirk von Bronckhorst-Batenburg; * 1429; † 14 март 1488 в Лиеж) от фамилията Бронкхорст е господар на Ангераен-Вроененброек в Гелдерланд.
Той е най-малкият син на Дирк фон Бронкхорст-Батенбург-Анхолт († 1451) и съпругата му Катарина фон Гронсфелд († сл. 1472), дъщеря на Хайнрих III фон Гронсфелд, бургграф на Ат и Бомонт († 1474) и Алайде д' Оупейе († 1447).
Брат е на Гизберт фон Бронкхорст († 1473), господар на Батенбург и Анхолт, женен пр. 28 юни 1452 г. за Агнес фон Виш († сл. 1496), Хайнрих фон Бронкхорст († сл. 1496), господар на Гронсвелд, Римбург, Сленакен, женен на 23 януари 1453 г. за Катарина ван Алпен († сл. 1504), и Херман фон Бронкхорст († 1512), господар на Щайн, женен за Магдалена фон Флодроп.

## Фамилия
Дирк фон Бронкхорст се жени на 7 юни 1465 г. за Алайдис фон Алпен († 1500), дъщеря на Елберт фон Алпен († 1455) и Мехтилд фон Кулембург († 1492). Те имат един син:
- Дирк фон Бронкхорст (* 20 януари 1478; † 23 юни или 22 юли 1549 в Анхолт), господар на Ангераен, Анхолт и Мойланд, женен ок. 1503 г. за Анна фон Викеде (* 6 декември 1487; † 7 януари 1551 или 4 януари 1552)